# Olympische Sommerspiele 2020/Leichtathletik – Hochsprung (Frauen)
Der Hochsprungwettkampf der Frauen bei den Olympischen Spielen 2020 in Tokio fand am 5. (Qualifikation) und 7. August 2021 (Finale) im neuerbauten Nationalstadion statt.
Olympiasiegerin wurde die für das sogenannte Russische Olympische Komitee startende Marija Lassizkene. Silber gewann die Australierin Nicola McDermott, Bronze ging an die Ukrainerin Jaroslawa Mahutschich.

## Aktuelle Titelträgerinnen
| Olympiasiegerin                         | Ruth Beitia ( Spanien)                           | 1,97 m | Rio de Janeiro 2016 |
| Weltmeisterin                           | Marija Lassizkene ( Authorised Neutral Athletes) | 2,04 m | Doha 2019           |
| Europameisterin                         | Marija Lassizkene ( Russland)                    | 2,00 m | Berlin 2018         |
| Nord-/Zentralamerika-/Karibik-Meisterin | Levern Spencer ( St. Lucia)                      | 1,91 m | Toronto 2018        |
| Südamerika-Meisterin                    | María Fernanda Murillo ( Kolumbien)              | 1,90 m | Lima 2019           |
| Asienmeisterin                          | Nadiya Dusanova ( Usbekistan)                    | 1,90 m | Doha 2019           |
| Afrikameisterin                         | Erika Nonhlanhla Seyama ( Eswatini)              | 1,80 m | Asaba 2018          |
| Ozeanienmeisterin                       | Josephine Reeves ( Neuseeland)                   | 1,86 m | Townsville 2019     |

## Rekorde

### Bestehende Rekorde
| Weltrekord         | Stefka Kostadinowa ( Bulgarien) | 2,09 m | Rom, Italien                  | 30. August 1987 |
| Olympischer Rekord | Jelena Slessarenko ( Russland)  | 2,06 m | Finale OS Athen, Griechenland | 28. August 2004 |

Der bestehende olympische Rekord wurde bei diesen Spielen nicht erreicht. Die größte Höhe erzielte die für das Russische Olympische Komitee startende Olympiasiegerin Marija Lassizkene mit ihrem zweiten Versuch im Finale am 7. August. Den olympischen Rekord verfehlte sie um nur zwei Zentimeter. Zum Weltrekord fehlten ihr fünf Zentimeter.

### Rekordverbesserung
Es wurde ein neuer Kontinentalrekord aufgestellt:

2,02 m (Ozeanienrekord) – Nicola McDermott (Australien), zweiter Versuch im Finale am 7. August

## Legende
Kurze Übersicht zur Bedeutung der Symbolik – so üblicherweise auch in sonstigen Veröffentlichungen verwendet:
| – | verzichtet                            |
| o | übersprungen                          |
| x | ungültig                              |
| r | Wettkampf nicht fortgesetzt (retired) |

## Ergebnisse

### Qualifikation
Die Athletinnen traten zu einer Qualifikationsrunde in zwei Gruppen an. Vierzehn Athletinnen (hellblau unterlegt) übersprangen die geforderte Qualifikationshöhe von 1,95 m. Damit war die Mindestanzahl von zwölf Finalteilnehmerinnen erreicht.

#### Gruppe A
5. August 2021 um 9:10 Uhr Ortszeit (2:10 Uhr MESZ)
| Platz | Name                    | Nation         | 1,82 m | 1,86 m | 1,90 m | 1,93 m | 1,95 m | Höhe (m) | Anmerkung |
| ----- | ----------------------- | -------------- | ------ | ------ | ------ | ------ | ------ | -------- | --------- |
| 1     | Nicola McDermott        | Australien     | –      | o      | o      | o      | o      | 1,95 m   |           |
| 2     | Safina Saʼdullayeva     | Usbekistan     | –      | o      | o      | o      | xo     | 1,95 m   |           |
| 3     | Vashti Cunningham       | USA            | –      | o      | o      | o      | xxo    | 1,95 m   |           |
| 4     | Iryna Heraschtschenko   | Ukraine        | o      | o      | o      | xo     | xxo    | 1,95 m   |           |
| 4     | Julija Lewtschenko      | Ukraine        | o      | o      | o      | xo     | xxo    | 1,95 m   |           |
| 4     | Maja Nilsson            | Schweden       | o      | o      | o      | xo     | xxo    | 1,95 m   |           |
| 7     | Mirela Demirewa         | Bulgarien      | xxo    | o      | xxo    | xo     | xxo    | 1,95 m   | 0SB       |
| 8     | Emily Borthwick         | Großbritannien | o      | xo     | o      | xxo    | xxx    | 1,93 m   | =PB       |
| 9     | Daniela Stanciu         | Rumänien       | o      | o      | o      | xxx    |        | 1,90 m   |           |
| 10    | Karyna Dsjamidsik       | Belarus        | o      | o      | xo     | xxx    |        | 1,90 m   |           |
| 11    | Alessia Trost           | Italien        | o      | o      | xxo    | xxx    |        | 1,90 m   |           |
| 12    | Ella Junnila            | Finnland       | o      | o      | xxx    |        |        | 1,86 m   |           |
| 12    | Salome Lang             | Schweiz        | o      | o      | xxx    |        |        | 1,86 m   |           |
| 14    | Imke Onnen              | Deutschland    | o      | xo     | xxx    |        |        | 1,86 m   |           |
| 15    | Kristina Owtschinnikowa | Kasachstan     | o      | xxo    | xxx    |        |        | 1,86 m   |           |
| 15    | Airinė Palšytė          | Litauen        | o      | xxo    | xxx    |        |        | 1,86 m   |           |

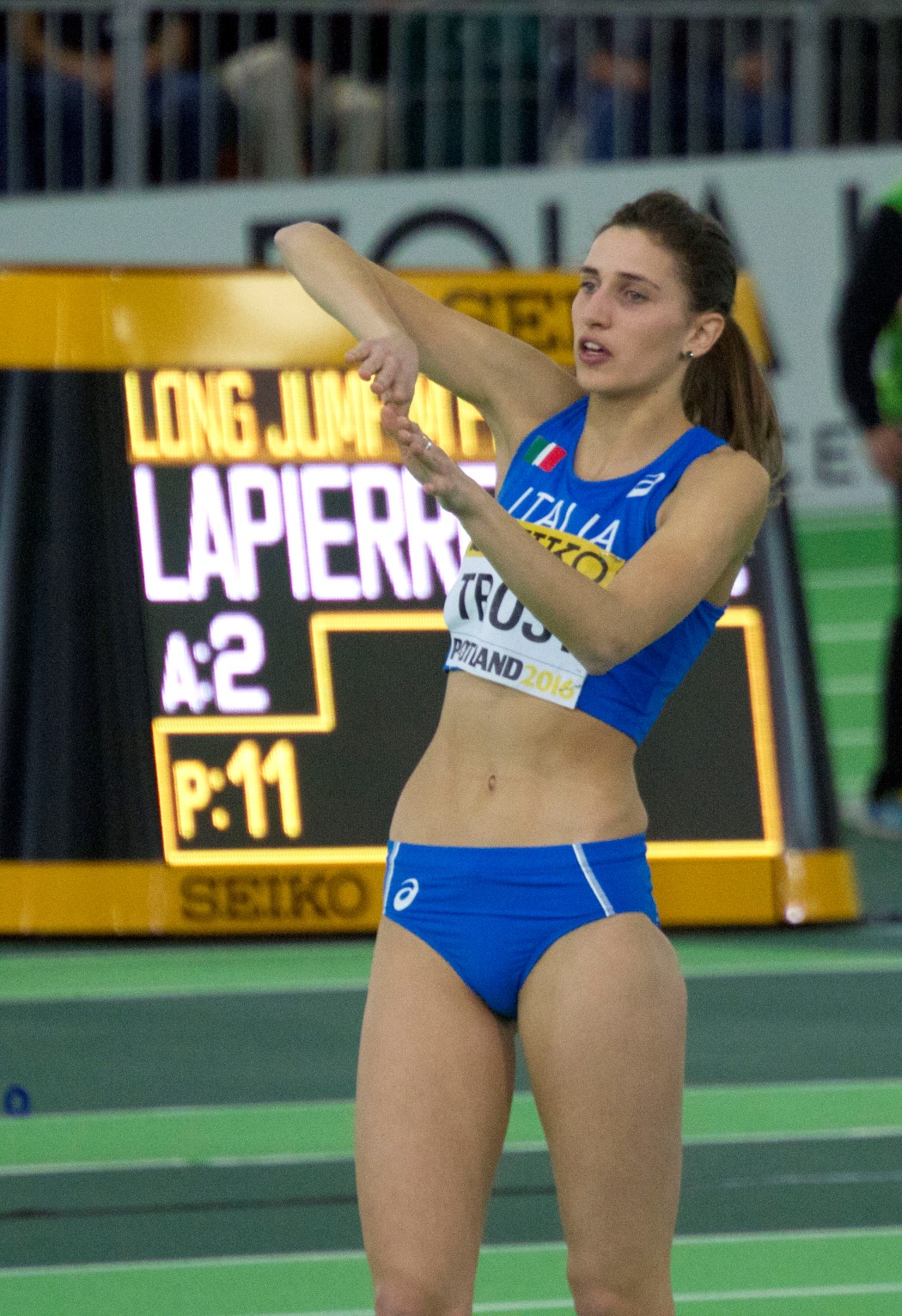
Alessia Trost – ausgeschieden mit 1,90 m

Weitere in Qualifikationsgruppe A ausgeschiedene Hochspringerinnen:

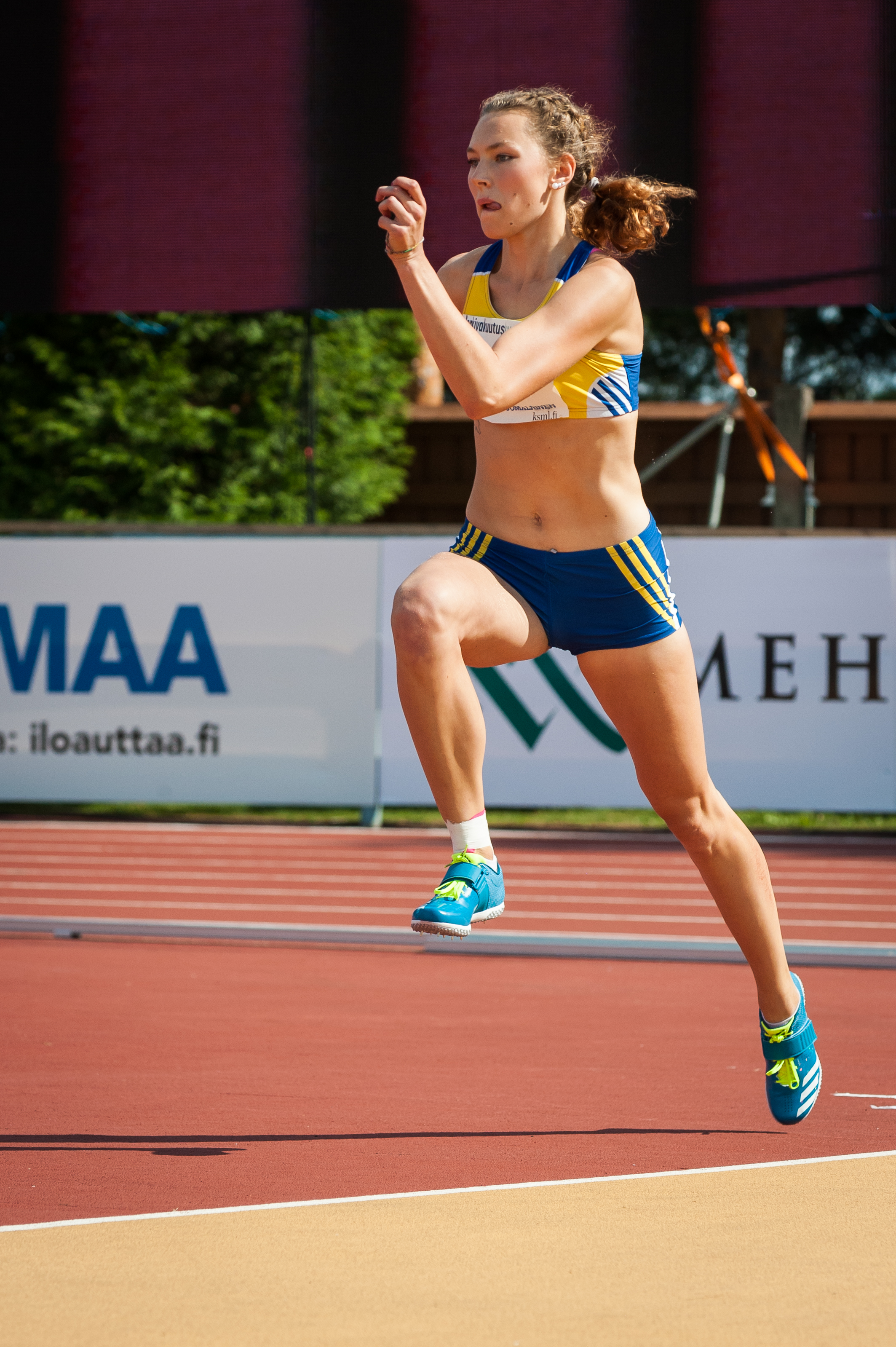
Ella Junnila – 1,86 m
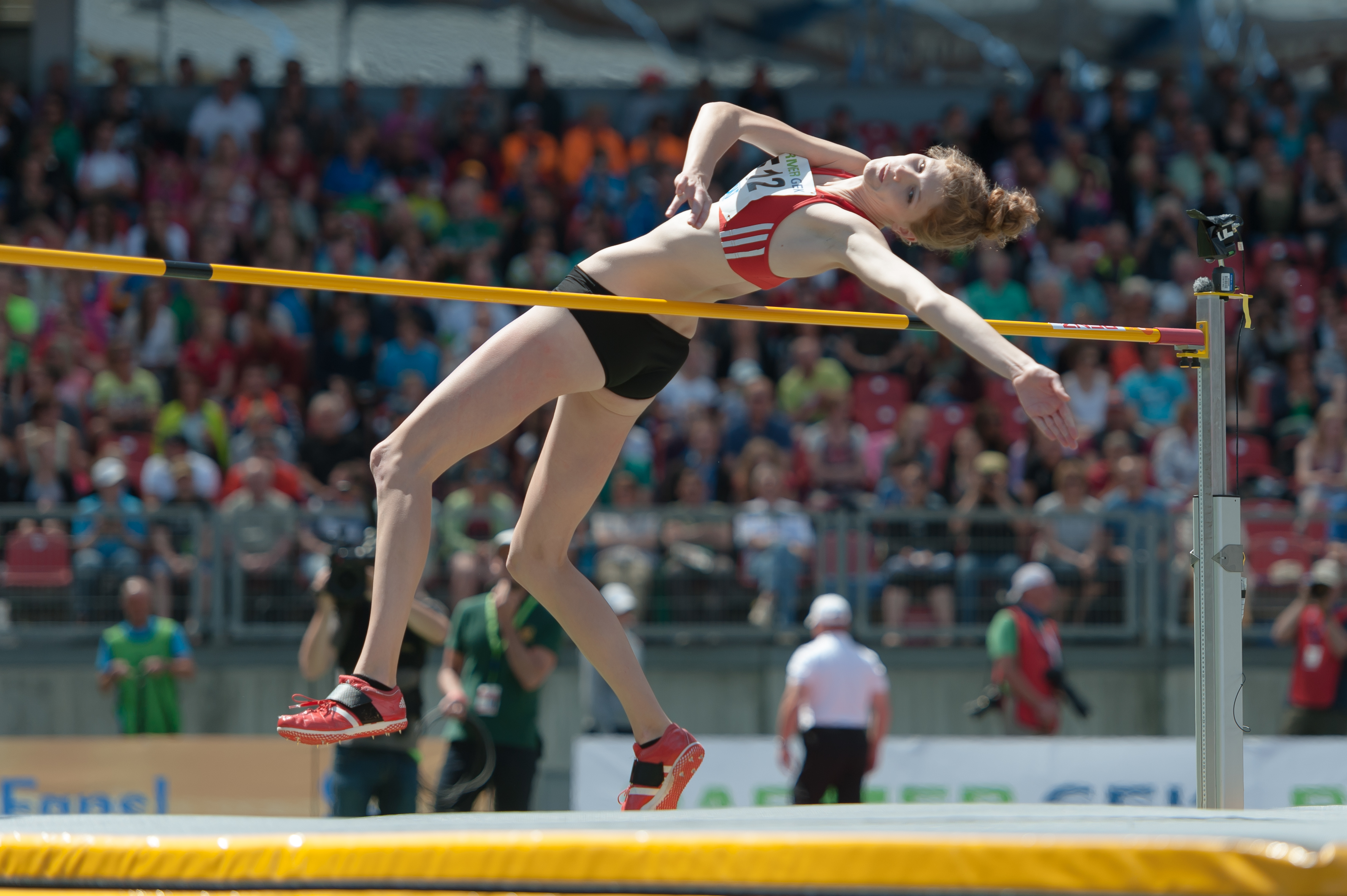
Imke Onnen – 1,86 m
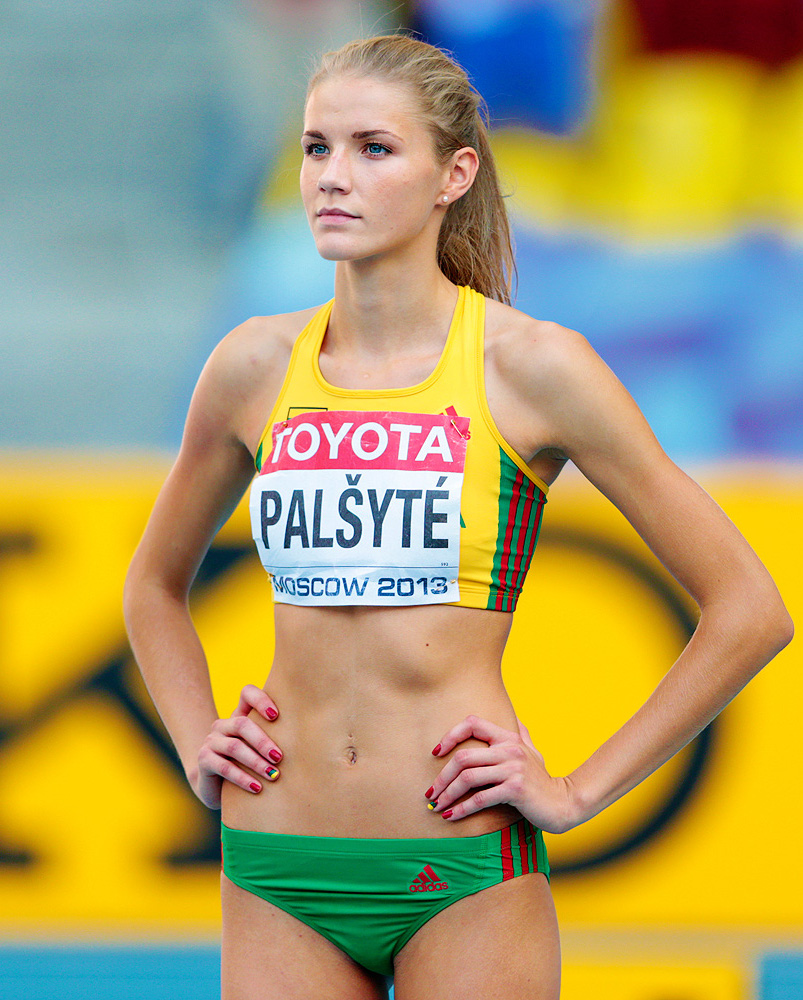
Airinė Palšytė – 1,86 m

#### Gruppe B
5. August 2021 um 9:10 Uhr Ortszeit (2:10 Uhr MESZ)
| Platz | Name                       | Nation         | 1,82 m | 1,86 m | 1,90 m | 1,93 m | 1,95 m | Höhe (m) | Anmerkung |
| ----- | -------------------------- | -------------- | ------ | ------ | ------ | ------ | ------ | -------- | --------- |
| 1     | Marija Vuković             | Montenegro     | o      | o      | o      | o      | o      | 1,95 m   |           |
| 2     | Jaroslawa Mahutschich      | Ukraine        | –      | o      | xo     | o      | o      | 1,95 m   |           |
| 3     | Marie-Laurence Jungfleisch | Deutschland    | o      | o      | o      | o      | xo     | 1,95 m   | SB        |
| 3     | Eleanor Patterson          | Australien     | –      | o      | o      | o      | xo     | 1,95 m   |           |
| 5     | Morgan Lake                | Großbritannien | o      | o      | o      | xo     | xo     | 1,95 m   |           |
| 6     | Kamila Lićwinko            | Polen          | –      | o      | xo     | xo     | xo     | 1,95 m   | SB        |
| 7     | Marija Lassizkene          | ROC            | o      | o      | o      | o      | xxo    | 1,95 m   |           |
| 8     | Erika Kinsey               | Schweden       | o      | o      | o      | xxo    | xxx    | 1,93 m   | SB        |
| 9     | Elena Vallortigara         | Italien        | o      | o      | xo     | xxo    | xxx    | 1,93 m   |           |
| 10    | Svetlana Radzivil          | Usbekistan     | o      | o      | xxo    | xxx    |        | 1,90 m   |           |
| 11    | Levern Spencer             | St. Lucia      | o      | o      | xxx    |        |        | 1,86 m   |           |
| 12    | Rachel McCoy               | USA            | o      | xo     | xxx    |        |        | 1,86 m   |           |
| 12    | Ana Šimić                  | Kroatien       | o      | xo     | xxx    |        |        | 1,86 m   |           |
| 14    | Nadeschda Dubowizkaja      | Kasachstan     | o      | xxo    | xxx    |        |        | 1,86 m   |           |
| 15    | Tynita Butts-Townsend      | USA            | xo     | xxx    |        |        |        | 1,82 m   |           |

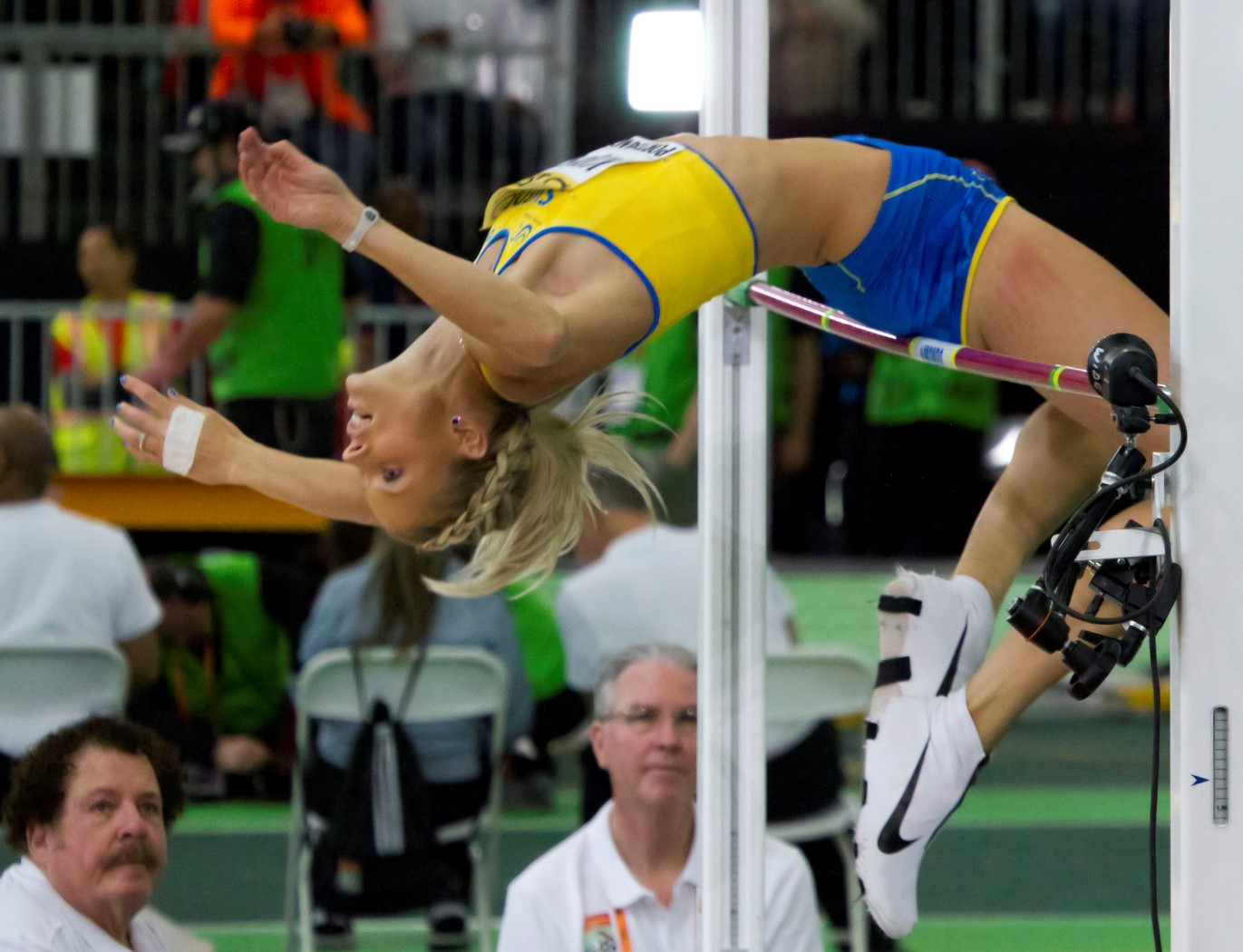
Erika Kinsey – ausgeschieden mit 1,93 m

Weitere in Qualifikationsgruppe B ausgeschiedene Hochspringerinnen:

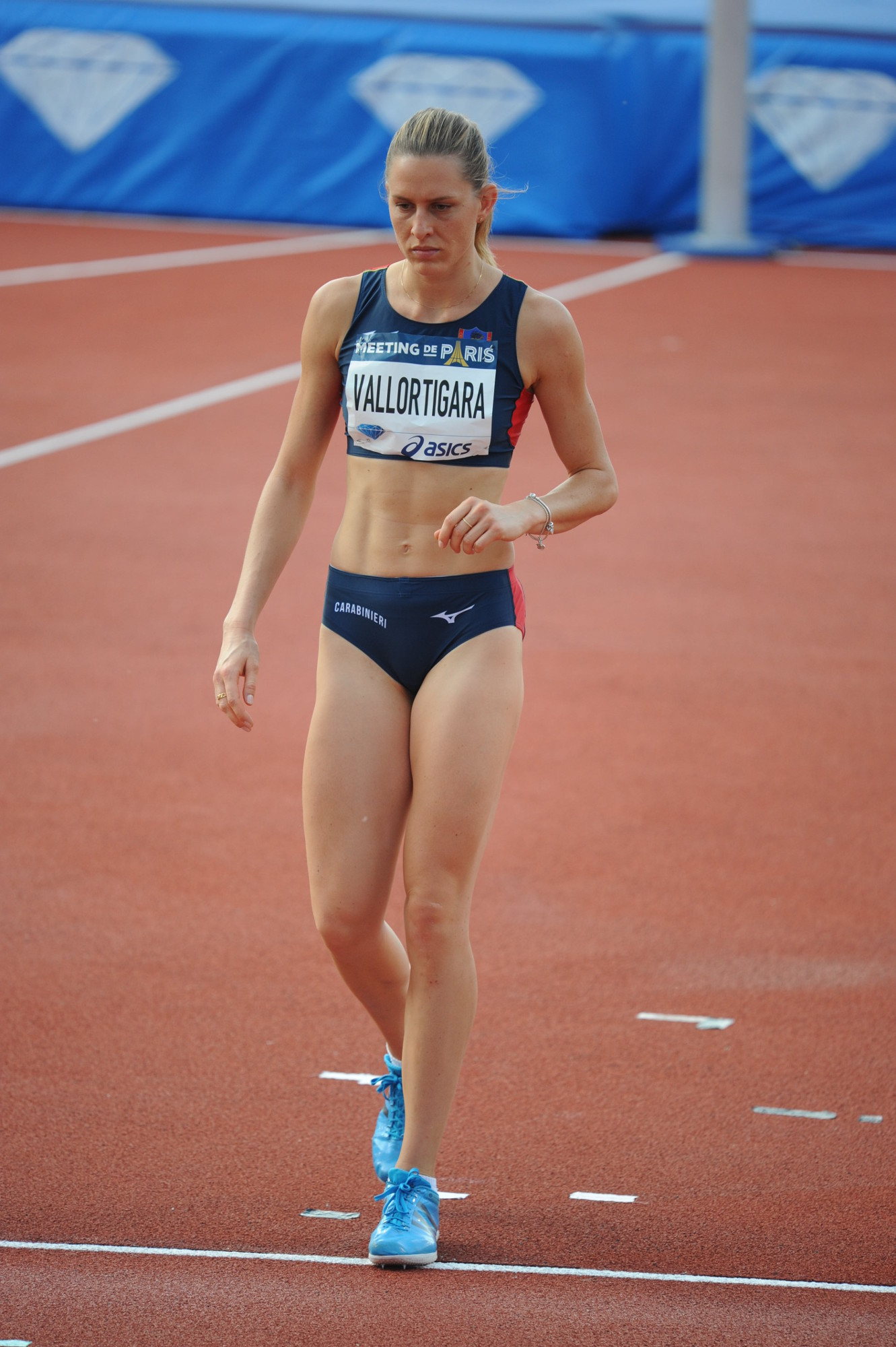
Elena Vallortigara – 1,93 m
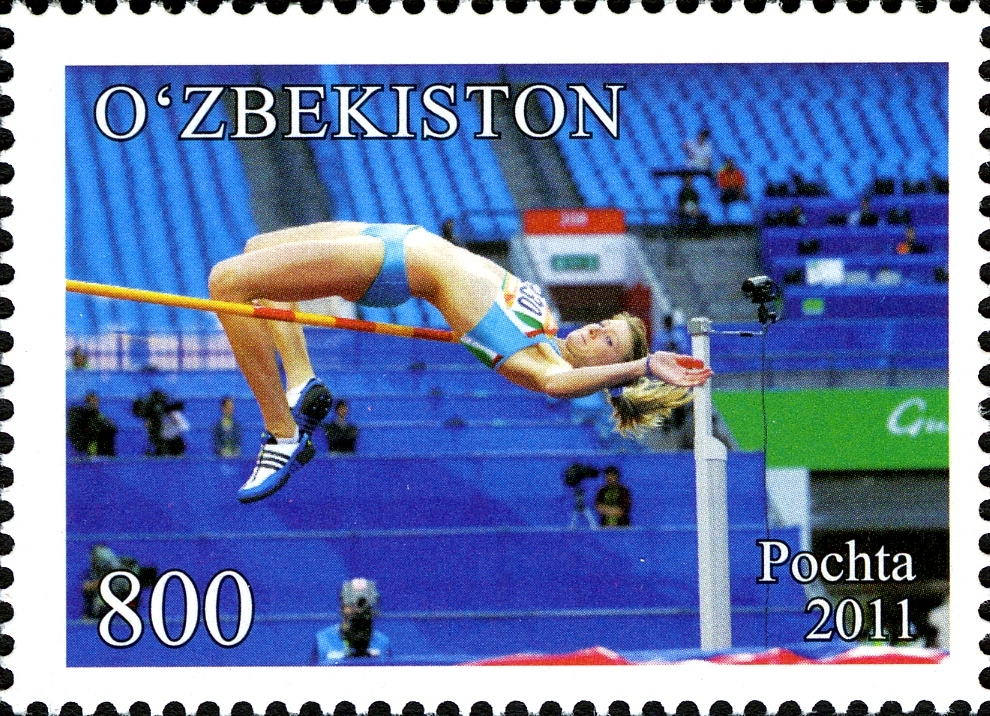
Svetlana Radzivil – 1,93 m
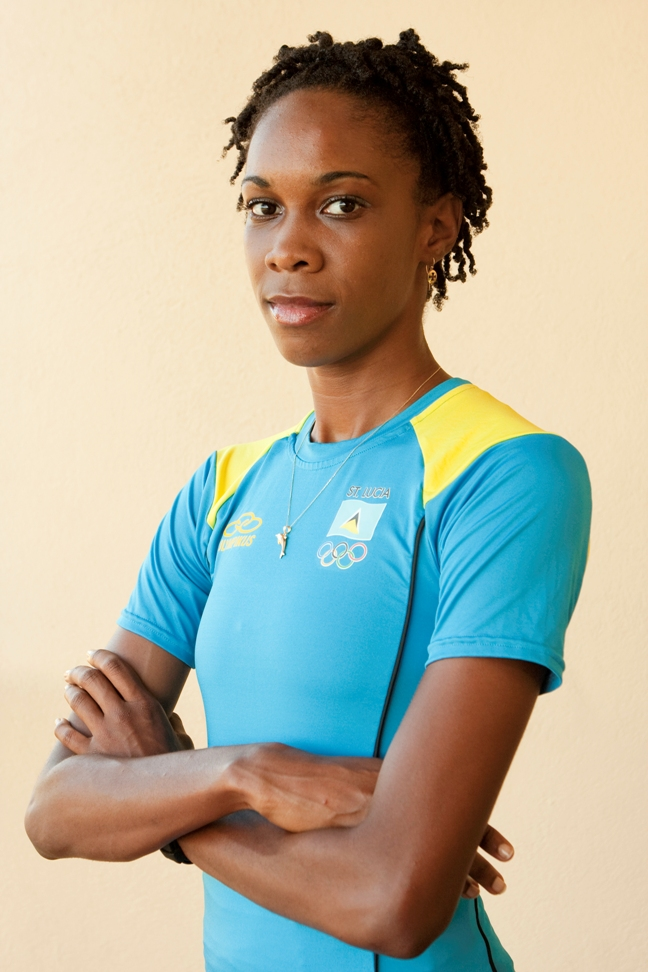
Levern Spencer – 1,86 m
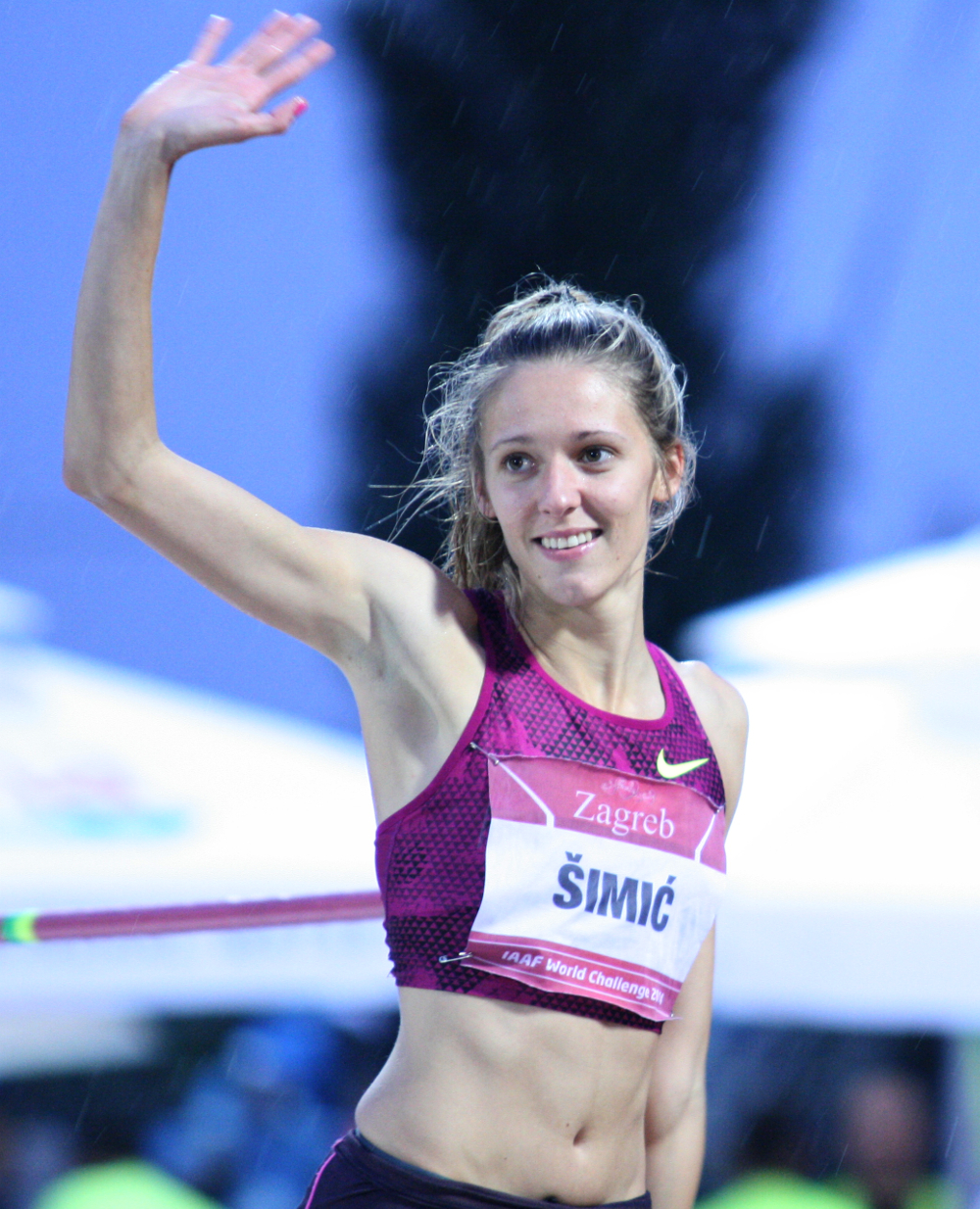
– 1,86 m

### Finale
7. August 2021 um 19:35 Uhr Ortszeit (12:35 Uhr MESZ)
| Platz | Name                       | Nation         | 1,84 m                                                                      | 1,89 m                                                                      | 1,93 m                                                                      | 1,96 m                                                                      | 1,98 m                                                                      | 2,00 m                                                                      | 2,02 m                                                                      | 2,04 m                                                                      | 2,06 m                                                                      | Höhe (m)                                                                    | Anmerkung                                                                   |
| ----- | -------------------------- | -------------- | --------------------------------------------------------------------------- | --------------------------------------------------------------------------- | --------------------------------------------------------------------------- | --------------------------------------------------------------------------- | --------------------------------------------------------------------------- | --------------------------------------------------------------------------- | --------------------------------------------------------------------------- | --------------------------------------------------------------------------- | --------------------------------------------------------------------------- | --------------------------------------------------------------------------- | --------------------------------------------------------------------------- |
| 1     | Marija Lassizkene          | ROC            | o                                                                           | o                                                                           | o                                                                           | xxo                                                                         | xo                                                                          | xo                                                                          | o                                                                           | xo                                                                          | r                                                                           | 2,04                                                                        | 0SB                                                                         |
| 2     | Nicola McDermott           | Australien     | –                                                                           | o                                                                           | o                                                                           | xo                                                                          | o                                                                           | o                                                                           | xo                                                                          | xxx                                                                         |                                                                             | 2,02                                                                        | 0OZ                                                                         |
| 3     | Jaroslawa Mahutschich      | Ukraine        | –                                                                           | o                                                                           | o                                                                           | xo                                                                          | xxo                                                                         | xo                                                                          | x–                                                                          | xx                                                                          |                                                                             | 2,00                                                                        |                                                                             |
| 4     | Iryna Heraschtschenko      | Ukraine        | o                                                                           | o                                                                           | o                                                                           | o                                                                           | xo                                                                          | xxx                                                                         |                                                                             |                                                                             |                                                                             | 1,98                                                                        | =SB                                                                         |
| 5     | Eleanor Patterson          | Australien     | o                                                                           | o                                                                           | o                                                                           | o                                                                           | xxx                                                                         |                                                                             |                                                                             |                                                                             |                                                                             | 1,96                                                                        | =SB                                                                         |
| 6     | Vashti Cunningham          | USA            | o                                                                           | o                                                                           | o                                                                           | xo                                                                          | xx–                                                                         | x                                                                           |                                                                             |                                                                             |                                                                             | 1,96                                                                        |                                                                             |
| 6     | Safina Saʼdullayeva        | Usbekistan     | –                                                                           | o                                                                           | o                                                                           | xo                                                                          | xxx                                                                         |                                                                             |                                                                             |                                                                             |                                                                             | 1,96                                                                        | =PB                                                                         |
| 8     | Julija Lewtschenko         | Ukraine        | o                                                                           | o                                                                           | xo                                                                          | xo                                                                          | xx–                                                                         | x                                                                           |                                                                             |                                                                             |                                                                             | 1,96                                                                        | =SB                                                                         |
| 9     | Marija Vuković             | Montenegro     | o                                                                           | o                                                                           | xo                                                                          | xxo                                                                         | xxx                                                                         |                                                                             |                                                                             |                                                                             |                                                                             | 1,96                                                                        |                                                                             |
| 10    | Marie-Laurence Jungfleisch | Deutschland    | o                                                                           | o                                                                           | xo                                                                          | xxx                                                                         |                                                                             |                                                                             |                                                                             |                                                                             |                                                                             | 1,93                                                                        |                                                                             |
| 11    | Kamila Lićwinko            | Polen          | o                                                                           | o                                                                           | xxo                                                                         | xxx                                                                         |                                                                             |                                                                             |                                                                             |                                                                             |                                                                             | 1,93                                                                        |                                                                             |
| 12    | Mirela Demirewa            | Bulgarien      | xo                                                                          | o                                                                           | xxo                                                                         | xxx                                                                         |                                                                             |                                                                             |                                                                             |                                                                             |                                                                             | 1,93                                                                        |                                                                             |
| 13    | Maja Nilsson               | Schweden       | o                                                                           | xxx                                                                         |                                                                             |                                                                             |                                                                             |                                                                             |                                                                             |                                                                             |                                                                             | 1,84                                                                        |                                                                             |
| DNS   | Morgan Lake                | Großbritannien | wegen einer in der Qualifikation zugezogenen Fußverletzung nicht angetreten | wegen einer in der Qualifikation zugezogenen Fußverletzung nicht angetreten | wegen einer in der Qualifikation zugezogenen Fußverletzung nicht angetreten | wegen einer in der Qualifikation zugezogenen Fußverletzung nicht angetreten | wegen einer in der Qualifikation zugezogenen Fußverletzung nicht angetreten | wegen einer in der Qualifikation zugezogenen Fußverletzung nicht angetreten | wegen einer in der Qualifikation zugezogenen Fußverletzung nicht angetreten | wegen einer in der Qualifikation zugezogenen Fußverletzung nicht angetreten | wegen einer in der Qualifikation zugezogenen Fußverletzung nicht angetreten | wegen einer in der Qualifikation zugezogenen Fußverletzung nicht angetreten | wegen einer in der Qualifikation zugezogenen Fußverletzung nicht angetreten |

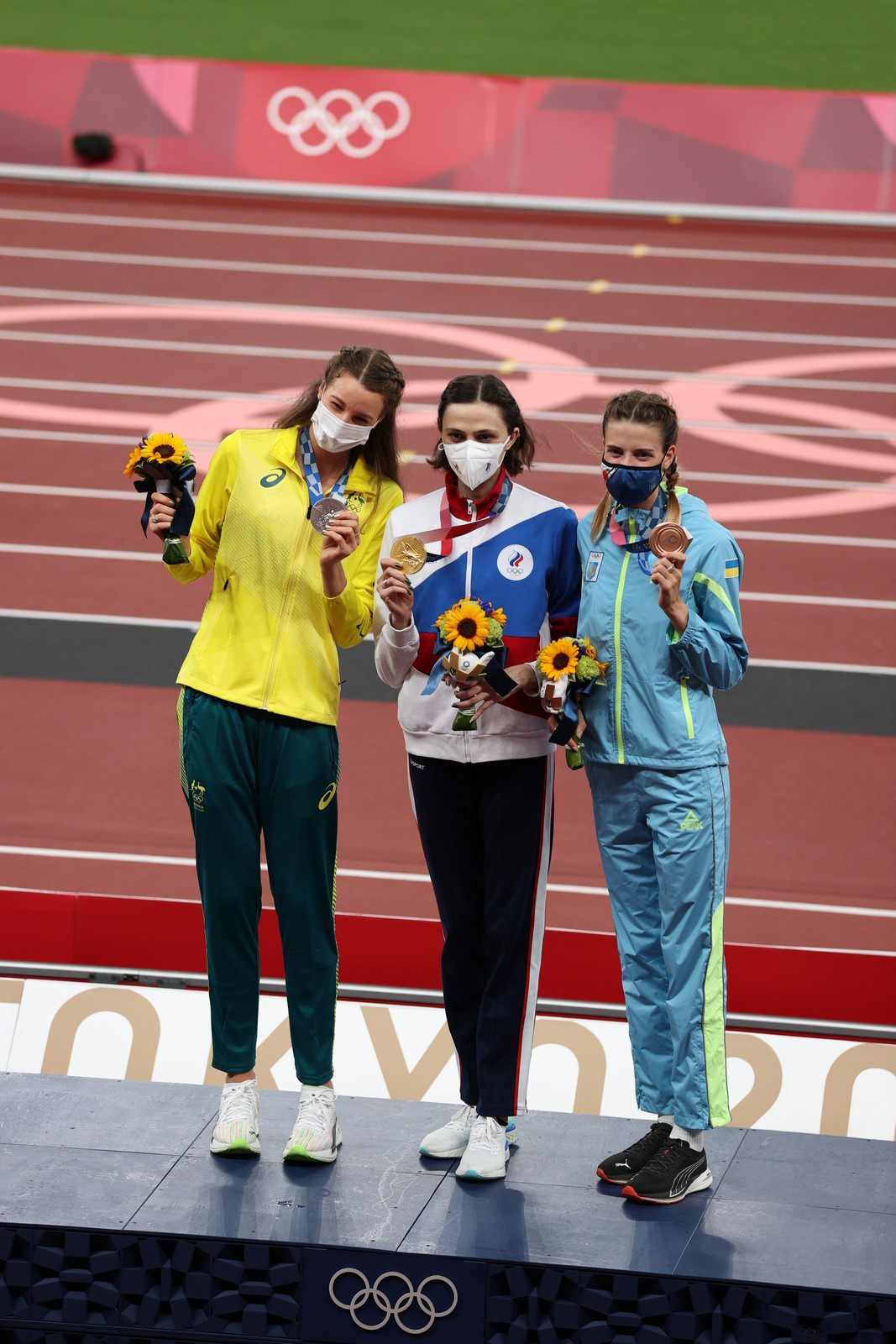
Die Medaillengewinnerinnen (v. l. n. r.): Nicola McDermott (Silber), Marija Lassizkene (Gold), Jaroslawa Mahutschich (Bronze)

Drei aufeinanderfolgende Weltmeistertitel (2015/2017/2019) hatte die Favoritin Marija Lassizkene bereits errungen. Olympisches Gold allerdings fehlte ihr noch. Starten durfte die Russin, die sich dem vorgeschriebenen Antidopingkontrollsystem unterzogen hatte, als neutrale Athletin für das Russische Olympische Komitee.
Neun Athletinnen befanden sich noch im Wettbewerb, als die Höhe von 1,98 m aufgelegt wurde. Ohne jeden Fehlversuch bis dahin waren nur die Ukrainerin Iryna Heraschtschenko und die Australierin Eleanor Patterson geblieben. Lassizkene hatte erst mit ihrem dritten und letzten Versuch über 1,96 m, das Ausscheiden abwenden können. Bei der nun neu aufgelegten Sprunghöhe verloren auch Heraschtschenko und Patterson ihre weißen Westen. Alle neun Wettbewerberinnen gingen 1,98 m an, nur Nicola McDermott, zweite Australierin in diesem Finale, meisterte die Höhe mit ihrem ersten Sprung. Heraschtschenko und Lassizkene zogen mit ihren zweiten Versuchen nach. Mit ihrem dritten Sprung war auch Jaroslawa Mahutschich, zweite Finalistin aus der Ukraine, erfolgreich. Sie war im Jahr 2019 Vizeweltmeisterin geworden. Patterson, die Usbekin Safina Saʼdullayeva und Marija Vuković aus Montenegro schieden nach jeweils drei Fehlsprüngen aus. Die US-Amerikanerin Vashti Cunningham und Julija Lewtschenko, eine weitere Ukrainerin, sparten sich ihren jeweils letzten Versuch für die jetzt folgende Höhe von 2,00 Metern auf.
So traten jetzt noch sechs Teilnehmerinnen zu ihren Sprüngen an. Cunningham und Lewtschenko schieden dabei gleich aus, ihnen stand ja jeweils nur noch ein letzter Versuch zur Verfügung. McDermott war wie schon zuvor als einzige sogleich erfolgreich. Lassizkene und Mahutschich klärten die 2,00 m mit ihren jeweils zweiten Sprüngen, während Heraschtschenko die Latte dreimal riss und damit ebenfalls ausschied.
Damit standen die Medaillengewinnerinnen bereits fest, es war allerdings noch zu klären, wer von ihnen welche Medaille erhielt. Die Platzierungen dahinter waren klar, Iryna Heraschtschenko erreichte mit 1,98 m Platz vier. Die anderen zuletzt ausgeschiedenen Teilnehmerinnen hatten alle 1,96 m zu Buche stehen. Eleanor Patterson hatte die Höhe als einzige ohne Fehlsprung gemeistert und war damit Fünfte. Den sechsten Rang belegten gleichauf Vashti Cunningham und Safina Saʼdullayeva. Julija Lewtschenko kam auf den achten, Marija Vuković auf den neunten Platz.
Die nun aufgelegten 2,02 m übersprang Lassizkene auf Anhieb, aber auch McDermott zog mit ihrem zweiten Versuch nach. Mahutschich entschied sich nach zwei Fehlsprüngen, ihren dritten Versuch in die nächste Höhe mitzunehmen. Bei 2,04 m wurden die Medaillen auch in ihren Farben endgültig verteilt. Zuerst schied Jaroslawa Mahutschich mit ihrem Fehlsprung aus, sie hatte damit Bronze gewonnen. Im zweiten Durchgang war die Favoritin Lassizkene erfolgreich, während Nicola McDermott dreimal riss und damit Silbermedaillengewinnerin war. Marija Lassizkene verzichtete auf eine Fortsetzung des Wettbewerbs. Sie hatte mit übersprungenen 2,04 m olympisches Gold gewonnen.

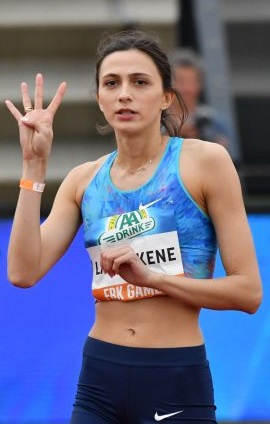
Gold gewann Marija Lassizkene
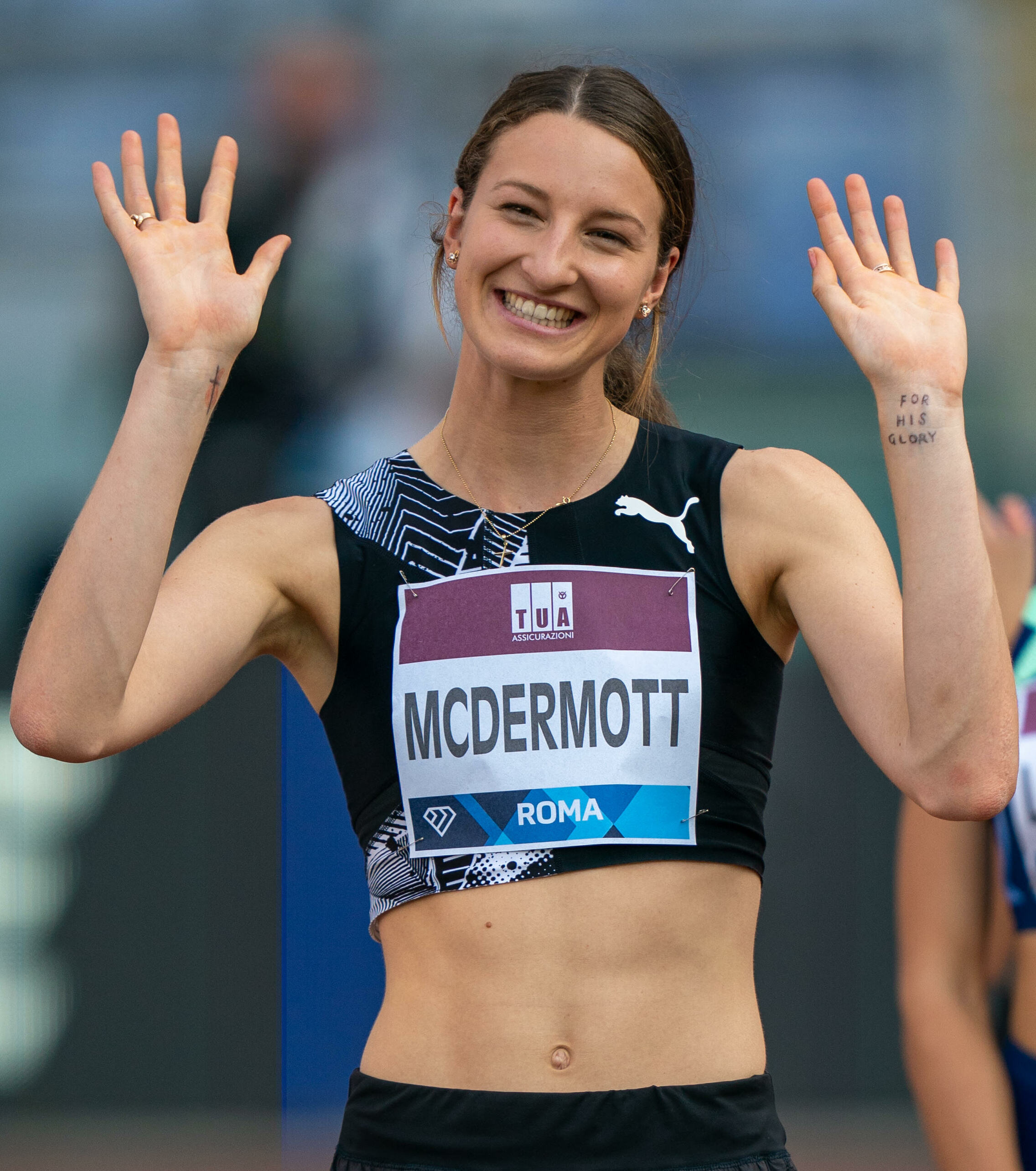
Silbermedaillengewinnerin Nicola McDermott
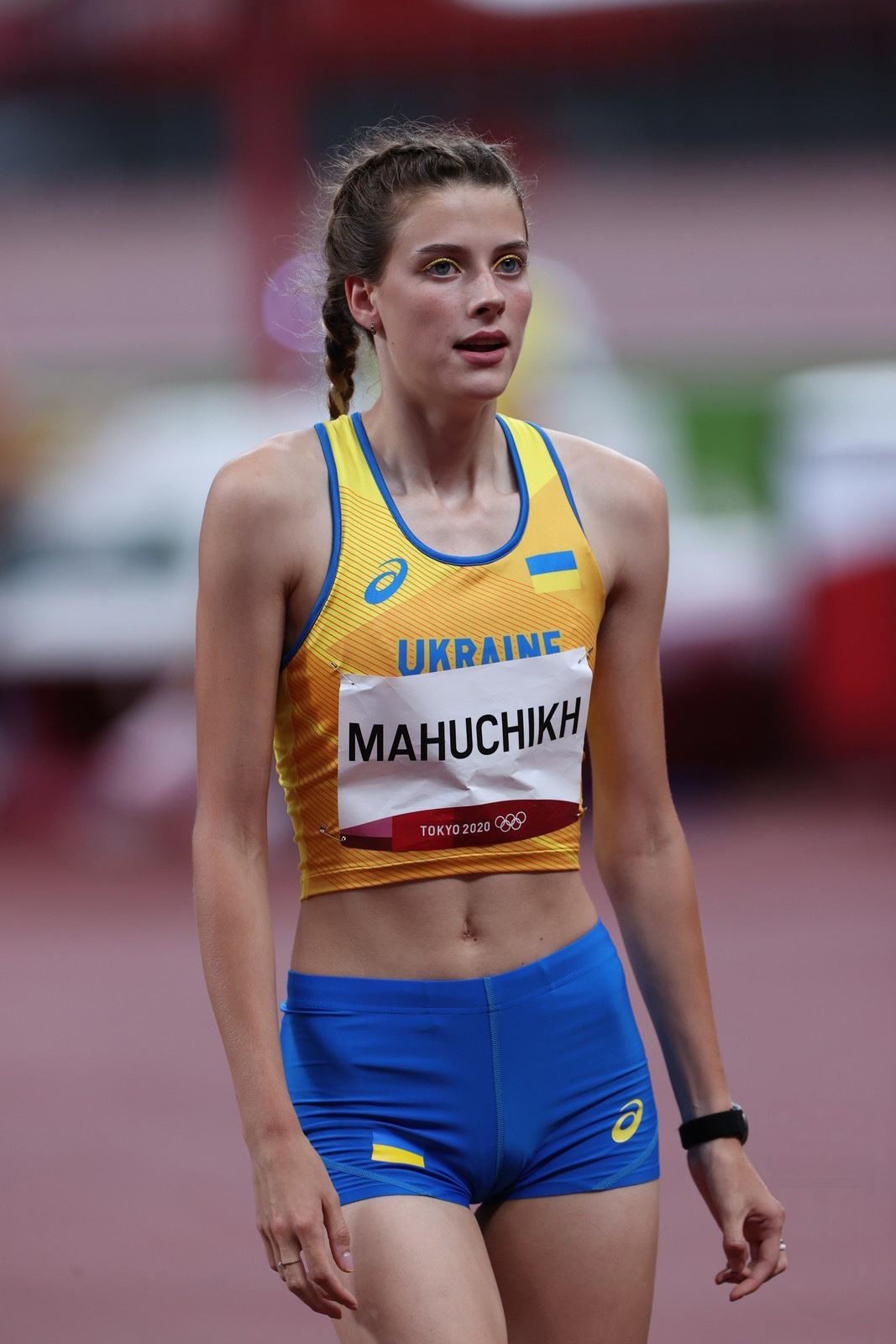
Bronzemedaillengewinnerin Jaroslawa Mahutschich
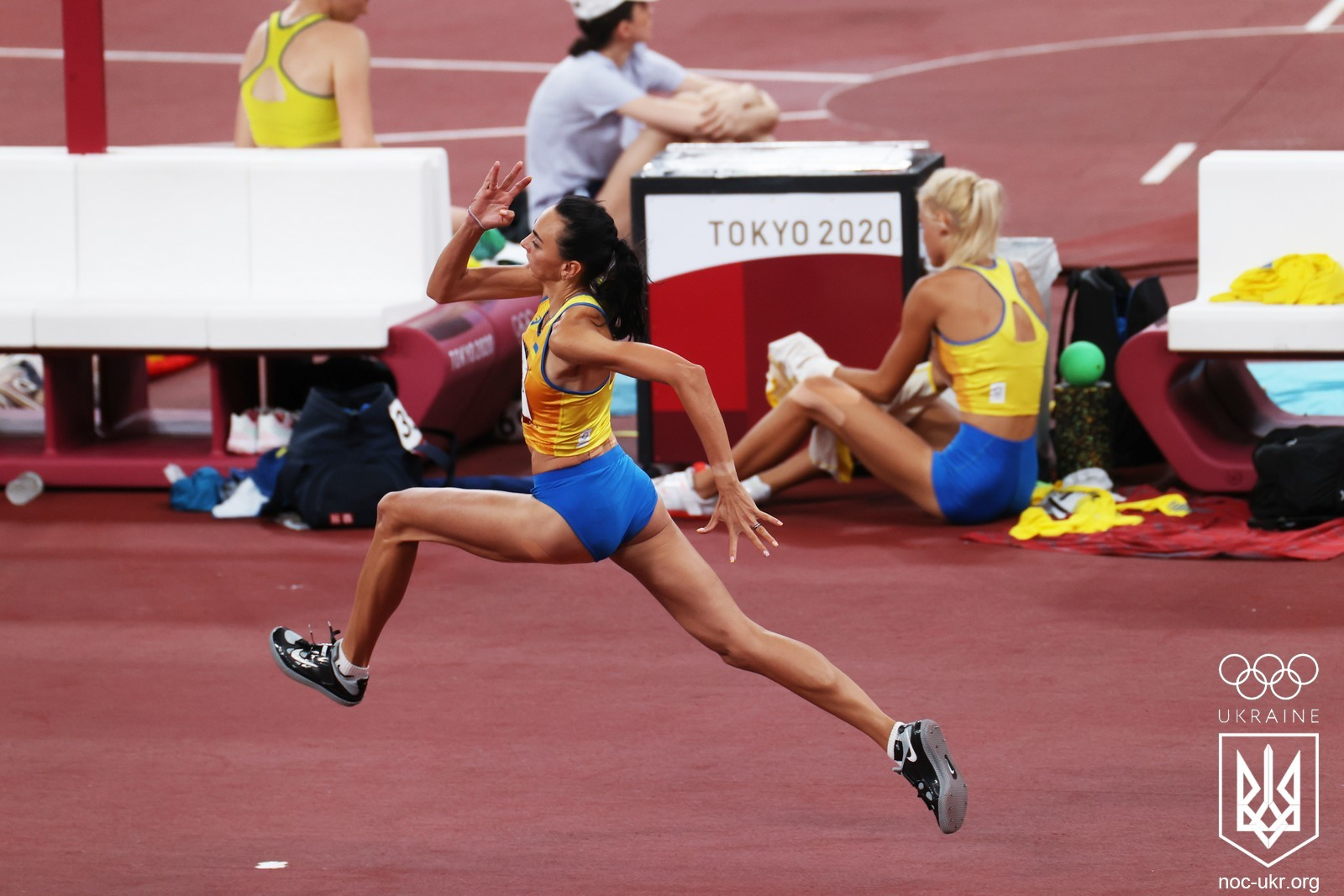
Iryna Heraschtschenko belegte Rang vier
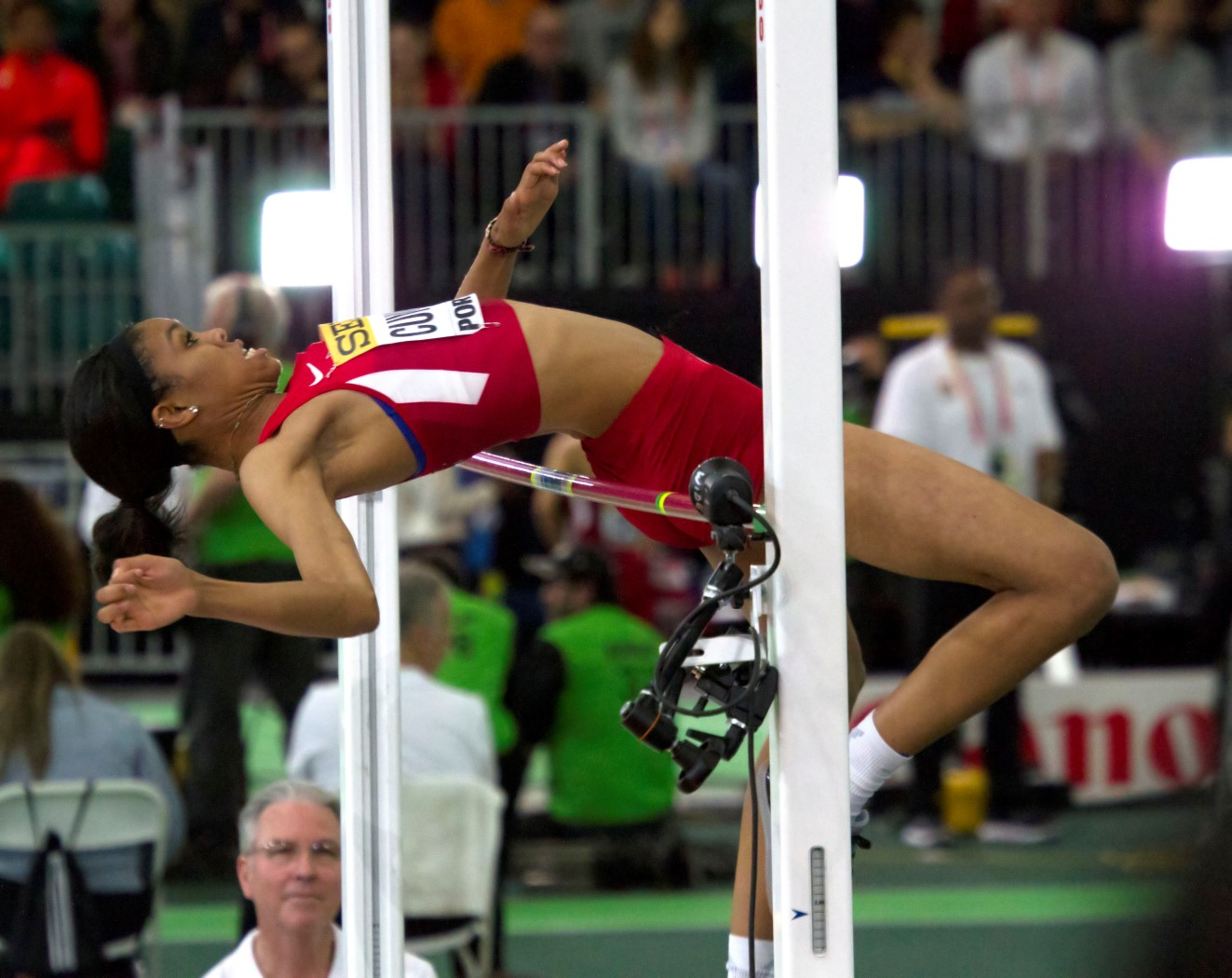
Vashti Cunningham kam auf den geteilten sechsten Platz
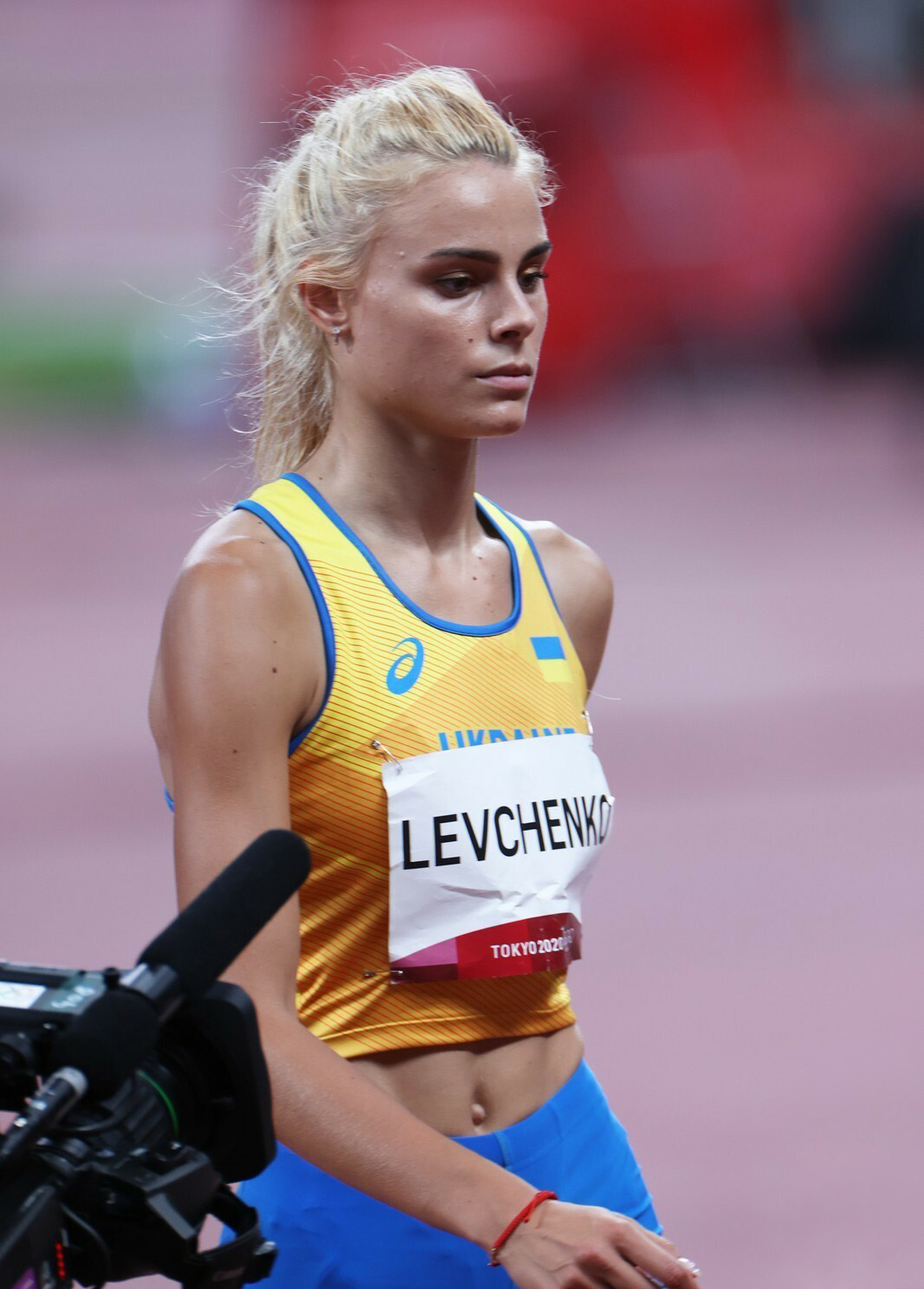
Die achtplatzierte Julija Lewtschenko
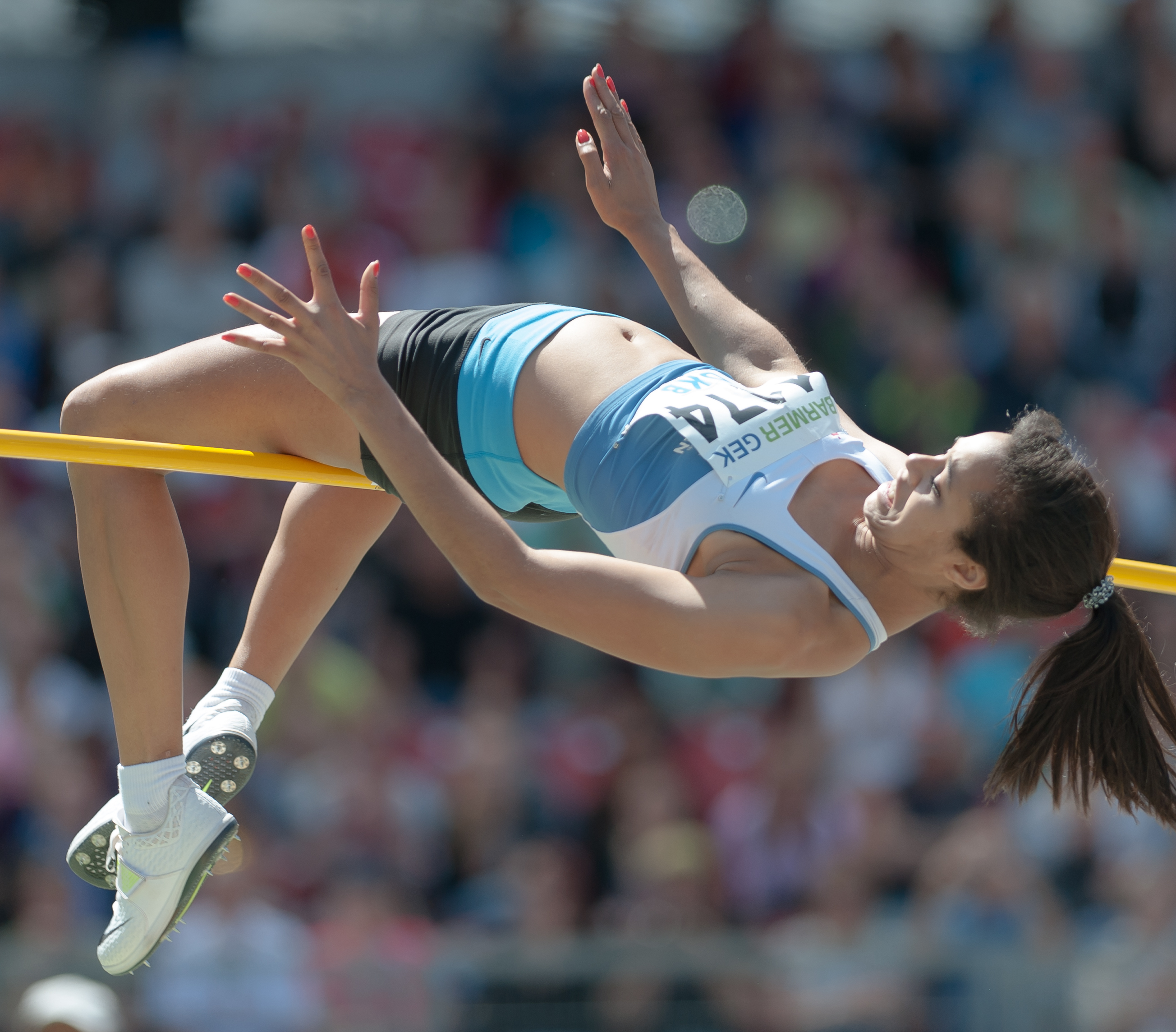
Marie-Laurence Jungfleisch erreichte Platz zehn
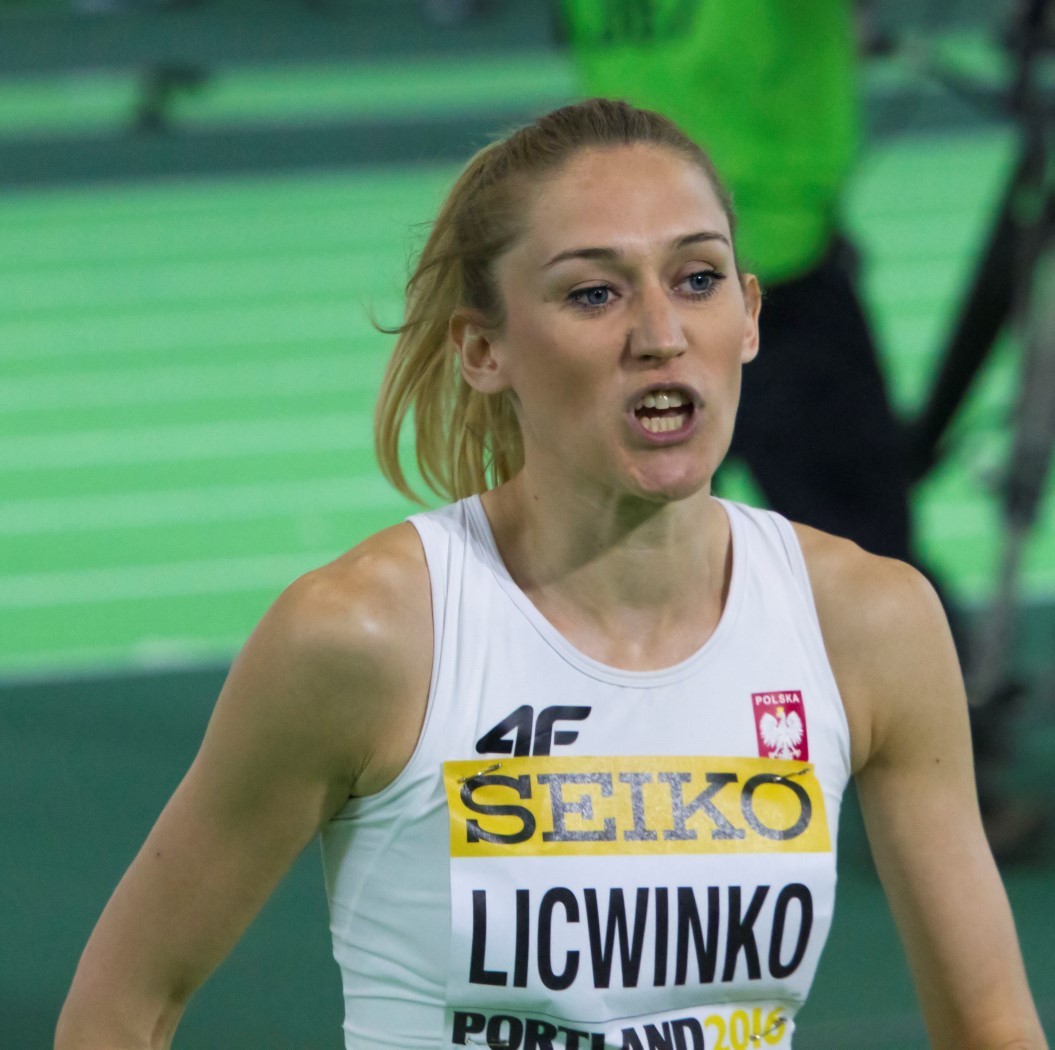
Die Olympiaelfte Kamila Lićwinko
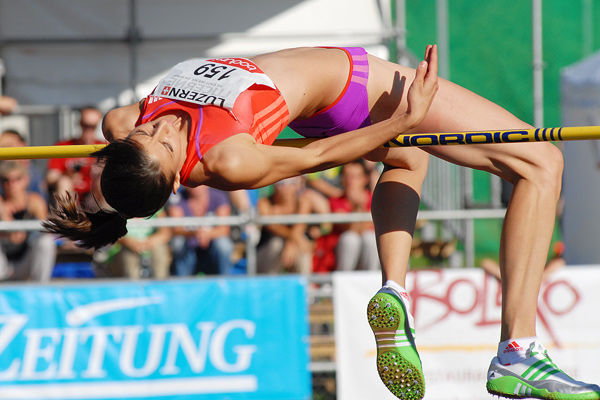
Rang zwölf für Mirela Demirewa
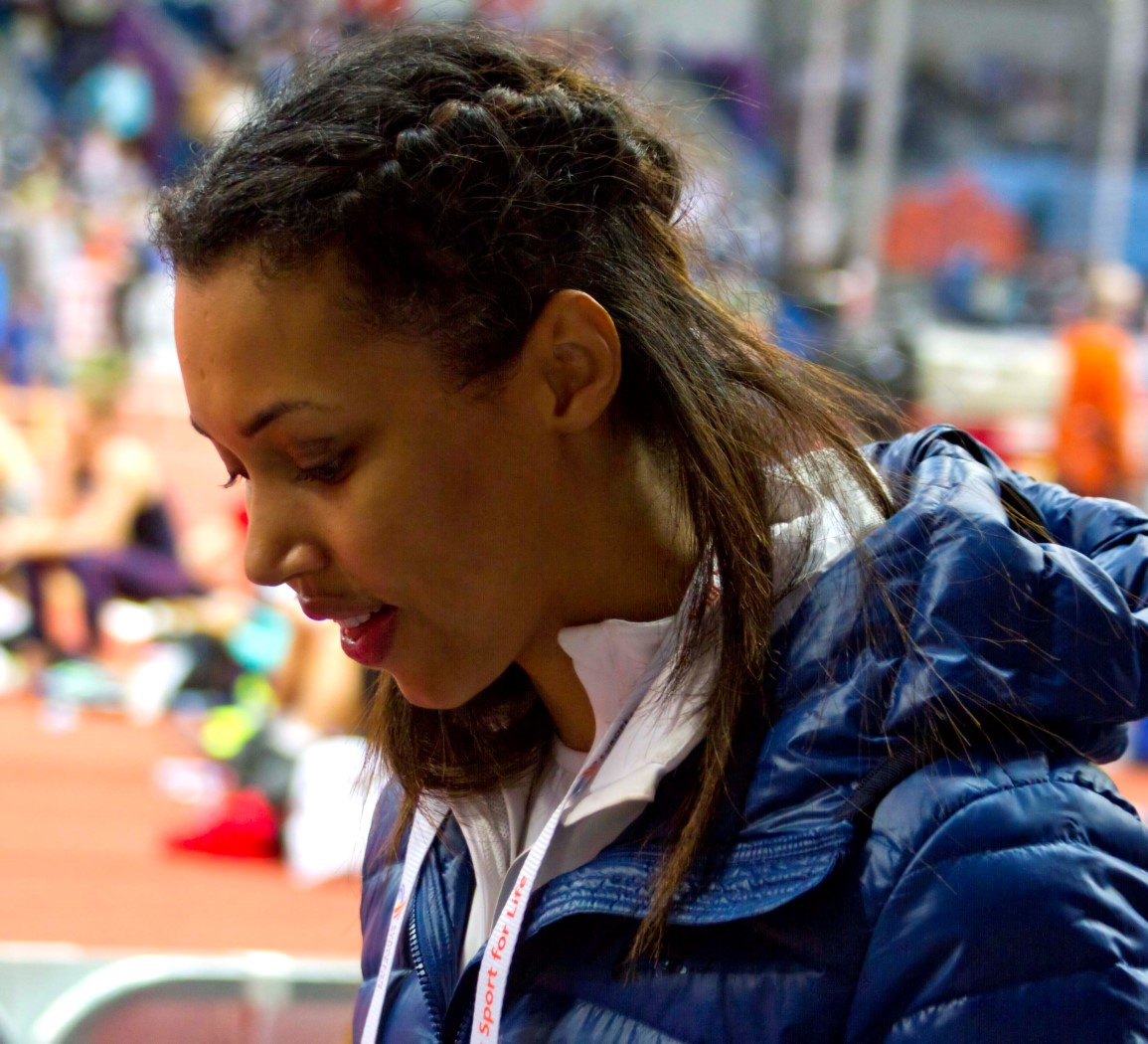
Morgan Lake konnte im Finale wegen einer in der Qualifikation zugezogenen Fußverletzung nicht zum Finale antreten

## Video
- Women's High Jump Final, Tokyo Replays, youtube.com, abgerufen am 4. Juni 2022